# Ценовик
Ценовикът е приложен специалист по финанси и математика. Най-общо това е специалист по ценообразуване. Професията е част от Националния класификатор на професиите и длъжностите и попада в единична група „Оценители на имущество и щети“ с код по НКПД: 33153007.
Оценява имущество (и различни стоки) и щети (покрити от застрахователни полици).
Примерни длъжности в единичната група 3315:
- Оценител, недвижимо имущество
- Оценител, осигуровка
- Оценител, щета
- Оценител, иск
- Инспектор, иск
- Ценовик

Не включва:
- Аукционер, провеждане на търгове – 3339

Ценовикът прави анализи, изготвя цени и оферти за изпълнение. Той може да е зает в различни сфери на икономиката, например в строителството, финансова институция, застрахователна компания, сектор производство, търговия. В зависимост от сферата на дейност на компанията, в която е нает, ценовикът може да има различна трудова характеристика. Например в сектор строителство, ценовикът (специалиста по ценообразуване) може да има:
- Техническо образование или такова в областта на строителството;
- Опит в изготвянето на техническата документация и оферти за участие в конкурси за обществени поръчки в строителството;
- Познаване на ЗОП и НВМОП и нормативни актове, касаещи строителството;
- Компютърна грамотност, опит и умение за работа с програми за ценообразуване;
- Добра ориентация и познаване на цените в строителството, производителите и търговците на строителни материали;
- Опит в изготвянето на актове за изпълнени строителни работи и други.